# Brekcja

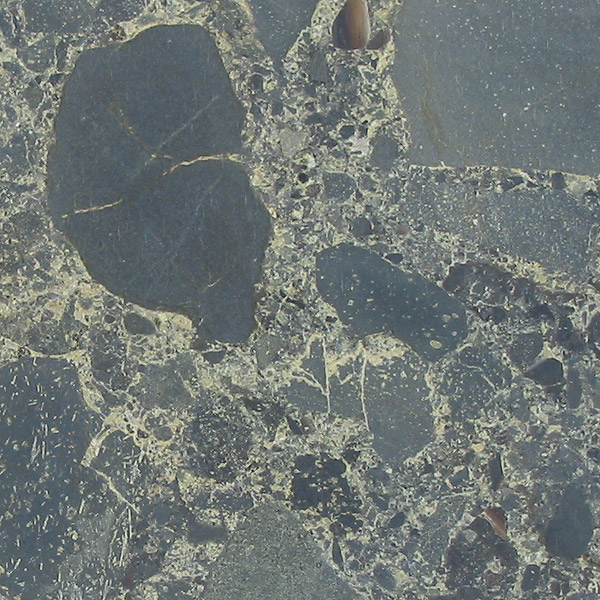
Brekcja bazaltowa

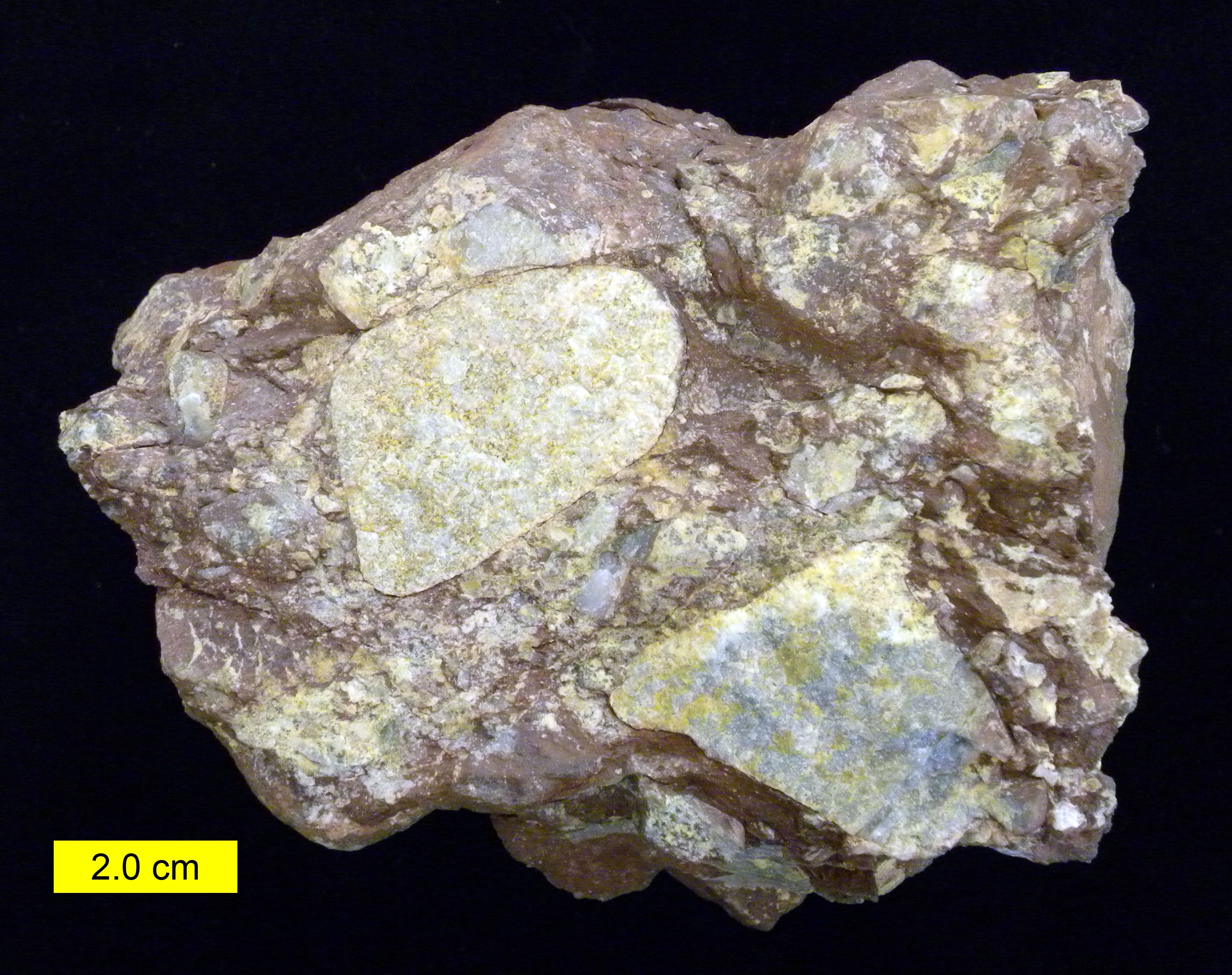
Brekcja

Brekcja (wł. breccia ‘przełom, wyłom’), in. druzgot, okruchowiec – zlityfikowana skała okruchowa składająca się z ostrokrawędzistych fragmentów innych skał i minerałów (bloków i gruzu) scementowanych ze sobą przy pomocy spoiwa krzemionkowego, wapiennego, żelazistego, ilastego lub innego.
Niekiedy brekcje tworzą się w miejscu, w którym odbywał się proces wietrzenia, powstają w wyniku nagromadzenia się (sedymentacji) fragmentów skalnych w pobliżu lub w miejscu skały pierwotnej. Drobniejsze produkty zostają z czasem wypłukane przez deszcze albo wywiane przez wiatr, większe odłamki i okruchy ulegają cementacji przez spoiwo. Przyczyny powstania brekcji są bardzo różne.

## Brekcje powstałe w środowisku lądowym
- brekcja tektoniczna – jest efektem kruszenia skał podczas ruchów tektonicznych i wtórnego spojenia okruchów, zwykle przez substancje krystalizujące z roztworów wodnych.
- brekcja wulkaniczna – powstaje w wyniku aktywności wulkanicznej, kiedy to materiał piroklastyczny wyrzucany na powierzchnię Ziemi w wyniku erupcji wulkanu scementowany zostaje popiołem wulkanicznym;
- brekcje osadowe – powstają dzięki niszczącemu działaniu takich czynników jak: wietrzenie, erozja wód płynących i lodowców, falowanie wód stojących. Najczęściej spotykane brekcje osadowe:
  - brekcja piargowa – ma zwykle urozmaicony skład okruchów odpowiadający budowie zbocza ponad miejscem jej osadzenia się. Selekcja materiału w niej jest słaba, ułożenie materiału jest podobne jak w stożku nasypowym. W spoiwie może występować materiał ilasty. Powstaje przez scementowanie stożków piargowych; jest charakterystyczna dla terenów górskich.
  - brekcja krasowa – składa się z okruchów skał węglanowych spojonych najczęściej kalcytem. Zazwyczaj zawiera wkładki mulaste pochodzące z namulisk jaskiniowych. Wielkość okruchów jest różnorodna. Powstaje przez scementowanie zapadających się stropów jaskiń krasowych.
  - brekcja kostna – odmiana brekcji osadowej, tworzą ją nagromadzony materiał mineralny w postaci kości i zębów zwierząt (sedymentacja organogeniczna); w Polsce występuje w Wężach k. Działoszyna.
- brekcja intruzyjna – spoiwem jest tu skała magmowa.

## Brekcje powstałe w środowisku wodnym
- brekcja klifowa – ma urozmaicony skład litologiczny, uzależniony od budowy brzegu klifowego. Materiał jest na ogół lepiej posegregowany niż w poprzednich typach.
- brekcja śródwarstwowa – utworzona jest z okruchów identycznych z materiałem warstwy podścielającej (intraklastów); spoiwo jest zbliżone składem do warstwy leżącej nad brekcją. Miąższość takiej brekcji nie przekracza 0,5 m, rozciągłość może być znaczna. Przyczyną powstania jest skruszenie osadu np. przez wyjątkowo silne falowanie.
- brekcja rafowa – składa się z okruchów rafy koralowej zlepionej spoiwem węglanowym z domieszką piasku wapiennego. W brekcji mogą występować okruchy np. muszli.